# Taxia
A taxia ou Tactismo é uma resposta comportamental inata de um organismo ou célula em resposta a um estímulo direccional; são movimentos de deslocamento, orientados em relação a um excitante externo ou interno, este excitante pode ser a luz ou substâncias quimicas. Um exemplo de tactismo é o caso da movimentação das algas em direção a uma fonte de luz (fototactismo).
A resposta ao estímulo poderá ser denominada positiva ou negativa.
Vários tipos de taxias foram já identificadas (o prefixo identificativo do tipo de taxia foi colocado em primeiro lugar):
- baro- – pressão. Ver barotaxia
- quimio- – químicos, Ver quimiotaxia
- galvano- – corrente eléctrica
- geo- – gravidade. Ver geotaxia
- hidro- – água/humidade. Ver hidrotaxia
- photo- – luz. Ver fototaxia
- reo- – corrente (fluxo). Ver reotaxia
- thermo- – temperatura. Ver termotaxia
- tigmo- – contacto (toque). Ver tigmotaxia